# جزایر سوتاونتو

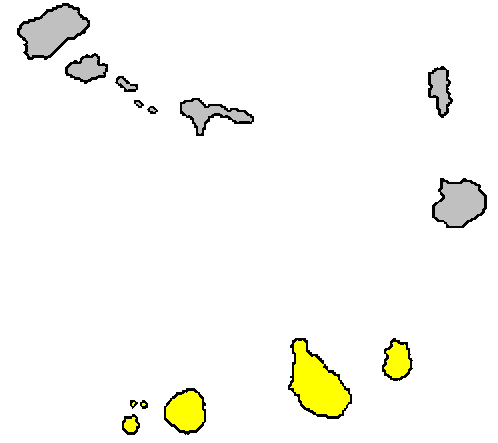
جزایر سوتاونتو (زرد)

جزایر سوتاونتو (انگلیسی: Sotavento Islands) نام جزایر جنوبی در مجمع‌الجزایر کیپ ورد است.